# Coração de Leão (filme)
Coração de Leão ( em finlandês:  Leijonasydän) é um filme de drama finlandês de 2013 realizado por Dome Karukoski. Foi exibido na seção Contemporary World Cinema no Festival Internacional de Cinema de Toronto de 2013 e fora da seção oficial do Festroia de 2014.

## Elenco
- Peter Franzén como Teppo
- Jasper Pääkkönen como Harri
- Laura Birn como Sari
- Pamela Tola
- Jussi Vatanen
- Timo Lavikainen

## Resumo
O filme conta a história de Teppo, um neo-nazi que se apaixona por uma mulher chamada Sari. Posteriormente, Teppo descobre que o filho do casamento anterior de Sari é negro, o que lhe causa problemas junto dos seus companheiros neo-nazis e, especialmente, de Harri, o seu meio-irmão.

## Prémios
Coração de Leão foi o filme mais premiado na 30.ª edição do Festroia, Festival Internacional de Cinema de Setúbal, tendo recebido o Prémio Público, o prémio FIPRESCI, atribuído por um júri da Associação Internacional de Críticos de Cinema, e o prémio SIGNIS, selecionado por um júri constituído por jornalistas católicos.